# إمدادات المياه والصرف الصحي في فرنسا

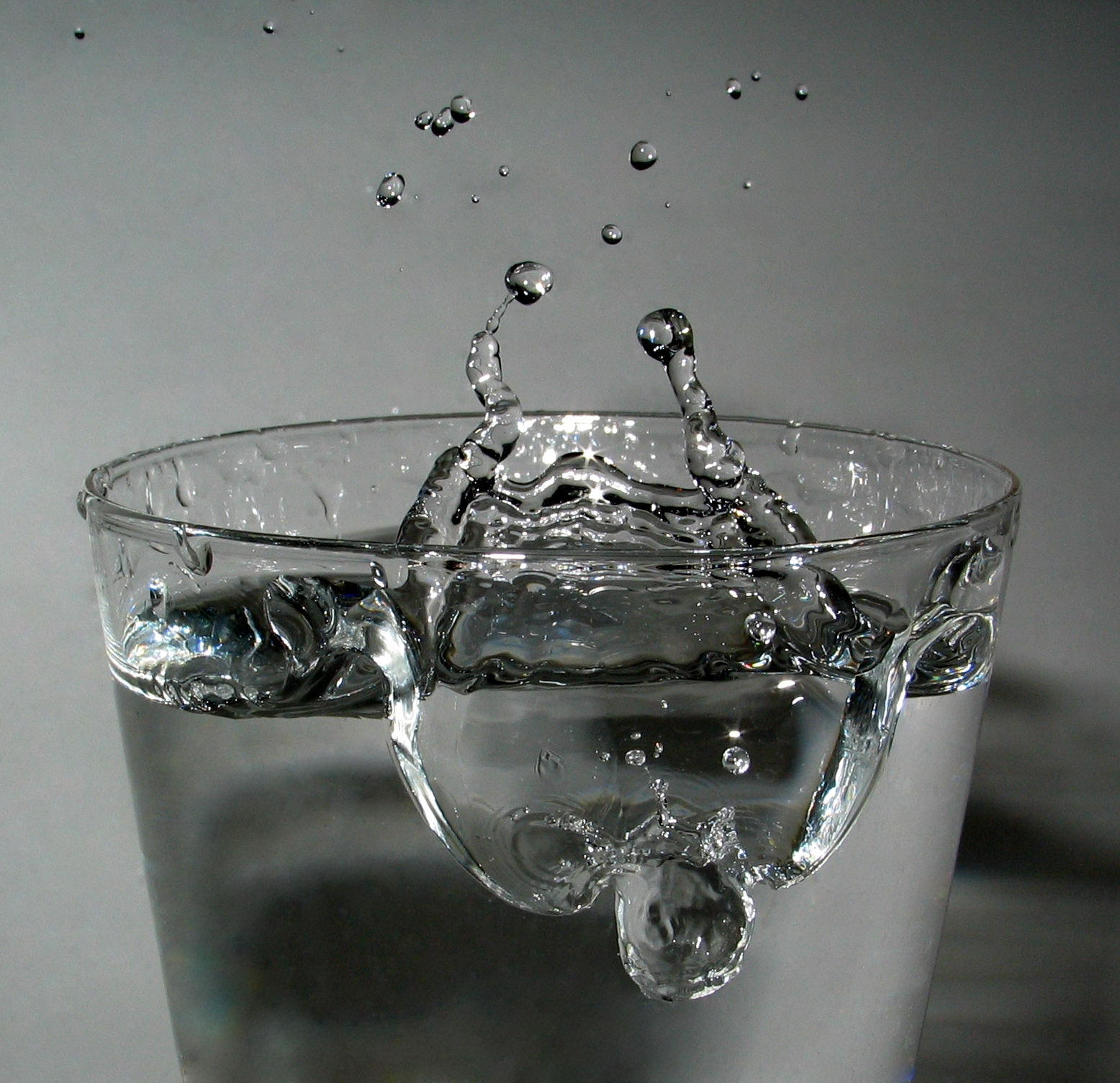

تتسم خدمات إمدادات المياه والصرف الصحي في فرنسا بالشمول والجودة الجيدة. من السمات البارزة لهذا القطاع مقارنة بالدول المتقدمة الأخرى، ارتفاع مشاركة القطاع الخاص باستخدام عقود الامتياز والإيجار ووجود وكالات أحواض تفرض رسومًا على المرافق من أجل تمويل الاستثمارات البيئية. تعتبر فواقد المياه في فرنسا (26٪) عالية مقارنة بإنجلترا (19٪) وألمانيا (7٪).

## التوصيل
يُعد الحصول على إمدادات المياه المحسنة والصرف الصحي المناسب في فرنسا أمرًا عامًا وشاملًا للبلاد. ومع ذلك، لا تستطيع كل أسرة الحصول على المياه من الشبكة أو التخلص من مياه الصرف الصحي من خلال شبكة الصرف الصحي.
وفقًا لمسح أجرته وزارة الزراعة في عام 1995، فيما يتعلق بإمدادات المياه، لم يتمكن 370.000 من السكان الدائمين في المناطق الريفية (0.5٪ من إجمالي السكان) من الحصول على إمدادات المياه عبر الأنابيب. يُزود هؤلاء بالمياه من خلال 30.000 نقطة مياه، معظمها آبار. تخطط الحكومة لزيادة معدل التوصيل إلى 100٪، ولتحسين جودة المياه من خلال إنشاء مناطق حماية حول الآبار والينابيع، بالإضافة إلى زيادة موثوقية إمدادات المياه، وذلك من خلال زيادة الإنتاج والتخزين وربط الشبكات القائمة.
فيما يتعلق بالصرف الصحي، ففي حين أن معظم السكان يستفيدون من خدمات شبكة الصرف الصحي، فإن نحو 12 مليون شخص (18%) من أصل 65، وفقًا لأحد المصادر،  يستفيدون من خدمات شبكات الصرف الصحي في الموقع مثل خزانات الصرف الصحي. تشير قائمة الجرد المذكورة أعلاه الذي أجرته وزارة الزراعة، إلى اتصال ما بين 40 مليون نسمة من سكان المناطق الريفية - 25 مليونًا دائمًا و 15 مليونًا من السكان الموسميين- إلى 21 مليونًا بشبكة الصرف الصحي، وينبغي ربط 10.6 مليونًا آخرين، ولكن لا يمكن ربط 9.6 مليونًا. يُعد مجموع غير المتصلين بشبكات الصرف الصحي (20.2 مليون) أعلى، لأنه يشمل السكان الموسميين. تعتزم الحكومة زيادة التغطية لشبكات الصرف الصحي في المناطق الريفية، لا سيما في المناطق المعرضة للخطر من الناحية البيئية.

## استخدام المياه
وفقًا لمركز المعلومات المتعلقة بالمياه في فرنسا، يُستخدم الاستهلاك السكني للمياه في الأغراض التالية:
- 39٪ للحمامات والاستحمام
- 20٪ للمراحيض
- 12٪ لغسيل الملابس
- 10٪ لغسيل الصحون
- 6٪ لتحضير الطعام
- 6٪ للاستخدامات السكنية الأخرى
- 6٪ للاستخدامات الخارجية (سقي العشب وغسيل السيارات)
- 1٪ للشرب